# Saco Rienk DeBoer
 (mars 2019).
Si vous disposez d'ouvrages ou d'articles de référence ou si vous connaissez des sites web de qualité traitant du thème abordé ici, merci de compléter l'article en donnant les références utiles à sa vérifiabilité et en les liant à la section « Notes et références ».
Saco Rienk DeBoer (né le 7 septembre 1883 à Ureterp aux Pays-Bas et mort en 1974 à Denver, Colorado) était un architecte paysagiste. Il fut l'architecte paysagiste official de la ville de Denver entre 1910 et 1931. Il a également travaillé pour la localité de Boulder City (Nevada).
En tant qu'architecte paysagiste, il a conçu des dizaines de parcs et des milliers de jardins privés. En tant qu'architecte, il a décomposé la ville en sections, aidé à la construction de routes et participé au développement de parcs de montagne. Il a ainsi conçu le Jardin botanique de Denver et le Red Rocks Amphitheatre. Ses travaux se sont vendus bien en dehors de la ville de Denver surtout dans les cités proches de la région de la cordillère du Front Range mais aussi dans les États du Montana, de l'Utah, du Nebraska, du Nevada, du Nouveau-Mexique, du Wyoming et de l'Idaho.
Il est ainsi connu pour son apport dans la création de parcs dans les régions des montagnes Rocheuses ce qui fait dire de lui que « Aucune autre personne a fait autant que lui dans la création d'oasis vertes dans cette région ». Il reçut plusieurs récompenses pour son travail notamment dans les années 1960.

## Sources
- « Saco Rienk DeBoer », Denver Public Library (consulté le 1er août 2007)
- « Nevada: Landscaping of the Bureau of Reclamation Regional Office, Boulder City », Advisory Council on Historic Preservation (consulté le 7 juin 2006)